# Rick Hearst
Rick Hearst, właściwie Richard Charles Herbst (ur. 4 stycznia 1965 w Howard Beach) – amerykański aktor telewizyjny.

## Życiorys
Urodził się w Howard Beach, w Queens, w stanie Nowy Jork. Jego matka jest z pochodzenia Włoszką. Dorastał we włoskiej rodzinie w Nowym Jorku. Od zawsze interesował się morzem i oceanem, zajął się oceanografią. Kiedy miał 12 lat wraz z matką przeprowadził się do stanu Teksas, gdzie jego pasją stało się aktorstwo. Ukończył szkołę średnią Plano Senior High School w Plano, w stanie Teksas. Otrzymał stypendium aktorskie z University of Texas at Austin w Austin. Występował w studenckim przedstawieniu Summer Stock. Przez dwa lata studiował przy Circle w Square Conservatory. Zdobył czarny pas pierwszego stopnia w karate.
Po debiucie kinowym w komediowym horrorze Defekt mózgu (Brain Damage, 1988), zabłysnął w roli Scotta „Scotty’ego” Banninga II w operze mydlanej NBC Dni naszego życia (Days of Our Lives, 1989-1990). Postać Alana-Michaela Spauldinga w operze mydlanej CBS Guiding Light (1990-1996) przyniosła mu w 1991 nagrodę Emmy.
Pojawił się potem w dwóch operach mydlanych CBS: Żar młodości (The Young and the Restless, 2000-2001) w uhonorowanej nagrodą Soap Opera Digest roli złowieszczego Matta Clarka i Moda na sukces (The Bold and the Beautiful, 2002) jako Whip Jones, szef działu promocji Forrester Creations.
Za rolę Rica Lansinga w operze mydlanej ABC Szpital miejski (General Hospital, 2002-2009) odebrał w 2004 nagrodę Emmy i w 2005 nagrodę Soap Opera Digest.
W lipcu 2009 powrócił do Mody na sukces. Grał tam do roku 2011.

### Życie prywatne
9 czerwca 1990 ożenił się z Donną Smoot. Ma dwóch synów – Nicholasa i Camerona. Mieszkają w Los Angeles.

## Filmografia

### Filmy fabularne
- 1988: Defekt mózgu (Brain Damage) jako Brian
- 1989: Przekroczyć granicę (Crossing the Line) jako Rick Kagan
- 1999: Czarnoksiężnik 3: Koniec niewinności (Warlock 3: The End of Innocence) jako Scott
- 2001: Śmiertelnie sexy (Dead Sexy) jako Bellhop
- 2005: Carpool Guy jako Joel

### Seriale TV
- 1989–1990: Dni naszego życia (Days of Our Lives) jako Scotty Banning #3
- 1990–1996: Guiding Light jako Alan-Michael Spaulding #2
- 1997: Jenny jako Zak
- 1997: Alright Already jako Frame Designer
- 1997: Beverly Hills, 90210 jako Alan Black
- 1998: Maggie Winters jako Lance Rubacky
- 1998–1999: Niebieski Pacyfik (Pacific Blue) jako Frank Kovac
- 2000: Czarodziejki (Charmed) jako Troxa
- 2000–2001: Żar młodości (The Young and the Restless) jako Matt Clark
- 2002, 2009-2011: Moda na sukces (The Bold and the Beautiful) jako Whipple 'Whip' Jones III
- 2002–2009: Szpital miejski (General Hospital) jako Ric Lansing